# Walter Laermann

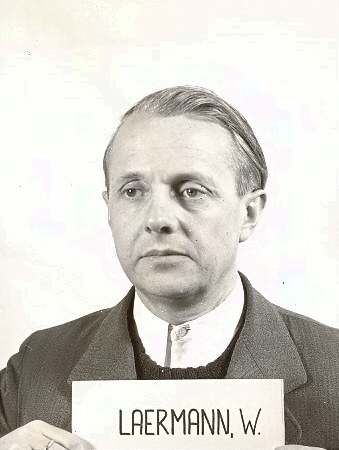
Walter Laermann als Zeuge bei den Nürnberger Prozessen.

Walter Laermann (* 25. Juni 1901; † 16. August 1988) war ein deutscher Industrieller.

## Leben und Wirken
Spätestens seit 1941 war Laermann Betriebsdirektor und Personalbearbeiter der zum Flick-Konzern gehörenden Eisenwerk-Gesellschaft Maximilianshütte in Sulzbach-Rosenberg (auch Sulzbach-Rosenberg-Hütte genannt). 
Bei Kriegsende wurde Laermann von den Alliierten verhaftet. Da er aufgrund seiner Eigenschaft als Personalbearbeiter für die Rekrutierung von Zwangsarbeitern mitverantwortlich war, wurde er bei den Nürnberger Prozessen als Zeuge vernommen.
Nach seiner Entlassung war Laermann Technischer Werksleiter der Henrichshütte der Ruhrstahl AG in Hattingen.